# Bibliothèque du cinéma François-Truffaut
La bibliothèque du cinéma François Truffaut est une bibliothèque spécialisée de la ville de Paris, consacrée au cinéma, à la télévision et à l'art vidéo. Elle est située au 4 rue du Cinéma, dans le Forum des Halles. Ses collections sont constituées de livres, de revues, mais aussi de musique de films et de films sur support DVD (fictions et documentaires).

## Naissance de la collection et de la bibliothèque
À partir des années 1960, dans la bibliothèque du 20e arrondissement, commence à se monter un fonds cinéma (notamment de précieuses collections de revues) à l’initiative de ses conservateurs, Germaine Frigot puis Guy Baudin. Au fil des années, le fonds grandit puis, un peu oublié, il est transféré en 1983 à la bibliothèque André-Malraux dans le 6e arrondissement. Cette bibliothèque, qui vient d’ouvrir rue de Rennes, dispose de plus d’espace. Confiée à Gilles Ciment, le fils de Michel Ciment, la collection prend le nom de « Bibliothèque du Cinéma », grandit encore et toujours, s’organise, s’enrichit, constitue des revues de presse, organise des expositions, publie une revue, anime des projections-débat et des cycles de conférences. Le cinquième étage qui servait de salle de projection, finit par être entièrement consacré au fonds cinéma. Puis la place vient encore à manquer, notamment pour accueillir le nombre sans cesse croissant d’utilisateurs, et la question d’un déménagement est abordée dès la fin des années 1980. Gilles Ciment développe plusieurs projets pour plusieurs lieux vacants, puis se lasse et rejoint l'équipe de préfiguration de la Bibliothèque de France, qui deviendra Bibliothèque François Mitterrand. Le projet est alors ralenti et ce n'est qu'en 2006 que le déménagement est amorcé dans le cadre d'un projet de bibliothèque spécialisée.

## La bibliothèque aujourd'hui
La bibliothèque du cinéma François Truffaut ouvre ses portes le 5 décembre 2008 pour s'inscrire dans le pôle d’activité cinéma constitué autour du Forum des images et du multiplexe UGC Ciné Cité Les Halles. Grâce à l'enrichissement et l'élargissement du fonds sur le cinéma de la bibliothèque André-Malraux, elle offre en consultation et en prêt une importante collection audiovisuelle sur l’histoire et les techniques du cinéma, la télévision et la vidéo.
Établie sur 1 200 m2 dont 580 m2 d’espaces publics, elle est la seule à Paris à proposer sur un seul site le prêt de tous les documents consacrés au cinéma : 31 700 livres, 65 titres de revues, 7 200 revues de presse (37 000 titres de film), 3 200 DVD en consultation et 27 000 en prêt, 3 000 CD de musique de film. 
Elle dispose également des archives de Jean Gruault, scénariste français collaborateur de Truffaut notamment. Une partie de leur travail est d'ailleurs numérisé et accessible depuis le catalogue des bibliothèques spécialisées de la ville de Paris, le reste du fonds est ouvert à la consultation sur rendez-vous et concerne de nombreux cinéastes (Alain Resnais, Jacques Rivette, Roberto Rossellini…) et projets.

## Services et activités
La bibliothèque publie des bibliographies consacrées à un genre ou à une cinématographie particulière. Elle organise gratuitement des projections hebdomadaires dans sa salle de cinéma « La Lucarne ». Elle propose des rencontres régulières autour du cinéma.
Elle est la première bibliothèque spécialisée de la Ville de Paris à ouvrir le dimanche.